# Zespół Szkół Ekonomiczno-Handlowych im. Polaków spod Znaku Rodła
Jeden z użytkowników Wikipedii oznaczył tę stronę jako kwalifikującą się do natychmiastowego skasowania.
W najbliższym czasie administratorzy Wikipedii zweryfikują to zgłoszenie.
Jeśli nie zgadzasz się z oceną wikipedysty, wypowiedz się na stronie dyskusji. Autorów prosimy o zapoznanie się z informacjami o najczęstszych powodach usuwania artykułów.
Uzasadnienie: częściowe NPA z https://zseh.olsztyn.eu/images/galerie/Izba-pamieci/141_ksiega/KSIEGA_JUBILEUSZOWA_ZSEH_70_LAT.pdf
Administratorze! Pamiętaj, żeby przed skasowaniem artykułu sprawdzić linkujące, dyskusję i historię zmian (ostatnia zmiana wykonana przez Karol739).
```
Wstęp
```

Zespół Szkół Ekonomiczno-Handlowych im. Polaków spod Znaku Rodła to publiczna szkoła ponadpodstawowa mieszcząca się przy ulicy Ignacego Jana Paderewskiego 10/12 w Olsztynie. W jej skład wchodzi Technikum nr 2 i Szkoła Branżowa I stopnia nr 2. Kształci ona młodzież w zawodach: technik grafiki i poligrafii cyfrowej, technik reklamy, technik logistyk, technik informatyk, technik fotografii i multimediów oraz technik usług fryzjerskich. Jest to pierwsza ekonomiczna placówka oświatowa na Warmii i Mazurach po roku 1945.
Historia szkoły
Tradycje szkolnictwa handlowego na Warmii i Mazurach sięgają roku 1945. Wtedy powstaje Państwowe Koedukacyjne Gimnazjum Kupieckie i Liceum Handlowe w Olsztynie – pierwsza szkoła ekonomiczna na ziemiach naszego regionu. Jej organizatorem i pierwszym dyrektorem jest Ignacy Rowicki. Udaje się stworzyć dwa oddziały czteroletniego gimnazjum i dwa oddziały dwuletniego liceum, w których rozpoczyna naukę 103 uczniów. Początki są trudne – przede wszystkim szkoła nie ma własnej siedziby, przez kilka miesięcy zajęcia odbywają się w Liceum Komunikacyjnym przy Alei Wojska Polskiego 17, potem na ulicy Wyzwolenia. Brakuje wykwalifikowanej kadry, podręczników, środków dydaktycznych. Po przeprowadzce do budynku na ulicy Pieniężnego placówka działa już pod zmienioną nazwą – Państwowa Koedukacyjna Szkoła Handlowa Stopnia Gimnazjalnego i Licealnego. W roku szkolnym 1947/1948 nowo otwarte klasy pierwsze przyjmują nazwę Liceum Administracyjno-Handlowego, a szkoła dla pracujących – Państwowego Liceum Handlowego dla Dorosłych. Kolejny rok znowu przynosi zmianę siedziby (ulica Jagiellońska) oraz nazwy (Liceum Administracyjno-Handlowe I i II stopnia). Po dwóch latach szkoła zaczyna funkcjonować jako Technikum Handlowe, lecz już rok później, w związku z przyłączeniem technikum i zasadniczej szkoły zawodowej o specjalnościach gastronomicznych i piekarsko-cukierniczych, zmienia się w Technikum Handlowo-Gastronomiczne. Placówka uzyskuje także własną siedzibę przy ulicy Jagiellońskiej 75. W roku szkolnym 1952/1953 zostaje przy Technikum Handlowym powołany wydział zaoczny, który, decyzją władz oświatowych, połączono w roku szkolnym 1957/1958 z Punktem Konsultacyjnym przy Technikum Finansowym w samodzielną jednostkę – Technikum Ekonomiczne Zaoczne. Szkoła przez następne lata intensywnie się rozwija, zwiększa się liczba oddziałów, w końcu w roku szkolnym 1967/1968 Zasadnicza Szkoła Handlowa staje się samodzielną placówką z siedzibą przy ulicy Moniuszki 10. Dyrektorem zostaje Jan Kochanowicz. Do początków nowego roku szkolnego zajęcia odbywają się przy ulicy Jagiellońskiej 75, ponieważ barak przy Moniuszki jest remontowany. Rok szkolny 1969/1970 przynosi kolejną zmianę nazwy szkoły na Zasadniczą Szkołę Zawodową nr 2. W roku 1976 zostaje przeprowadzona pierwsza matura. Nazwę Zespół Szkół Ekonomiczno-Handlowych szkoła otrzymuje w roku 1977. Już w październiku zostaje oddana do użytku największa w Olsztynie szkolna sala gimnastyczna. Inicjatorem przedsięwzięcia jest dyrektor Jan Kochanowicz. Uchwałą rady pedagogicznej z 30 sierpnia 1984 r. podjęto decyzję o nadaniu szkole imienia Polaków spod Znaku Rodła. Podczas wakacji barak przy ulicy Moniuszki zostaje rozebrany, trwają intensywne prace przy budowie nowej placówki. Cała społeczność szkolna, wspomagana przez żołnierzy z Jednostki Inżynieryjno-Budowlanej w Olsztynie, spędza wakacje przy porządkowaniu budynku, który zostanie oddany na początku roku szkolnego. Nowy adres szkoły od 1 września 1985 r. to ulica Paderewskiego 10/12.
Patron
Szkoła ma wyjątkowych patronów. Są nimi Polacy spod Znaku Rodła tworzący Związek Polaków w Niemczech, pieczętujący się od 1932 r. znakiem Rodła. Po zakończeniu I wojny światowej i po przegranym przez Polskę w 1920 r. plebiscycie na Warmii, Mazurach i Powiślu 27 sierpnia 1922 r. powstał w Berlinie Związek Polaków w Niemczech. To organizacja, której celem była prawna reprezentacja Polaków, obywateli Niemiec, oraz polskich stowarzyszeń wobec władz niemieckich. Związek angażował się w ochronę polskiego dziedzictwa kulturowego, jakie znajdowało się w granicach Niemiec, dlatego tak dużą rolę odegrały wtedy szkoły. Ich zadaniem było rozbudzanie wśród młodzieży świadomości narodowej, ugruntowanie rodzimych zwyczajów, wytworzenie właściwego obrazu Polski. Nauczyciele tych szkół prowadzili działalność edukacyjną i kulturalno-społeczną między innymi w Olsztynie, Gietrzwałdzie, Unieszewie, Brąswałdzie, Chaberkowie, Pluskach, Nowej Kaletce i Purdzie. Należeli do nich między innymi Maria Zientara-Malewska, Władysława Knosała, Ryszard Knosała, Jerzy Lanc, Kazimierz Pacer, Otylia Groth, Bolesław Jeziołowicz, dr Władysław Gębik. W 1932 r. Związek przyjął za swój symbol znak Rodła przedstawiający bieg Wisły z zaznaczonym miastem królewskim Krakowem jako kolebką polskiej kultury. Znak ten wyrażał łączność Polaków z Niemiec z macierzą. Sytuacja zmieniła się po dojściu Hitlera do władzy. Obywatelom Prus Wschodnich narodowości polskiej zabroniono posługiwania się białym orłem i biało-czerwoną flagą. W 1939 r. większość członków Związku Polaków w Niemczech aresztowano i wywieziono do obozów koncentracyjnych. Zespół Szkół Ekonomiczno-Handlowych oficjalnie nosi imię Polaków spod Znaku Rodła od 1985 r. Patroni zawsze aktywnie uczestniczyli w działaniach społeczności szkolnej, byli obecni na uroczystościach, brali udział w najważniejszych wydarzeniach w życiu szkoły. Przez wiele lat zaszczycali wspólnotę ZSE-H swoją obecnością podczas święta szkoły, spotkań opłatkowych, jasełek i żywych lekcji historii: Konrad Piskuła, Maria Kensbok, Maria Zientara-Surynowicz, dr Jan Chłosta, Robert Pieczkowski, Herbert Pieczkowski, Anna i Roch Mackowiczowie. Szkoła kultywuje ich idee. Na pamiątkę powstania Związku co roku, w październiku, odbywa się uroczyste ślubowanie uczniów klas pierwszych. Wzorowane jest ono na tradycji polskiego gimnazjum męskiego w Kwidzynie, którego dyrektorem był dr Władysław Gębik. Podczas tej ceremonii uczniowie przypominają Pięć Prawd Polaków: 
1. Jesteśmy Polakami 
2. Wiara Ojców naszych jest wiarą naszych dzieci 
3. Polak Polakowi Bratem! 
4. Co dzień Polak Narodowi służy 
5. Polska Matką naszą – nie wolno mówić o Matce źle! 
Na początku marca odbywa się Szkolny Konkurs Wiedzy o Patronie Szkoły. Termin nie jest przypadkowy – 6 marca 1938 r. ogłoszono na Wielkim Kongresie Polaków w Niemczech wspomniane wyżej prawdy, które do dziś stanowią inspirację do pracy dla uczniów i nauczycieli. Społeczność Zespołu Szkół Ekonomiczno-Handlowych realizuje też projekty edukacyjne upamiętniające rocznice i wydarzenia związane z Polakami spod Znaku Rodła, kultywując tym samym dziedzictwo kulturowe i historyczne regionu.
Dyrektorzy
1945-1949 – Ignacy Rowicki; działacz społeczny, nauczyciel i poseł do Parlamentu Rzeczypospolitej w latach 1919-1927, absolwent Politechniki Warszawskiej. Był członkiem Polskiej Macierzy Szkolnej, organizacji skupiającej Polaków z zaboru rosyjskiego, czyli organizacji ideowo bliskiej Związkowi Polaków w Niemczech. Do 1949 roku piastował funkcję dyrektora Dyrekcji Okręgowej Szkolenia Zawodowego, wrócił jednak do szkoły, obejmując stanowisko zastępcy dyrektora Edwarda Śliwińskiego. Zmarł w październiku 1963 r.
1949-1950 i 1958-1968 – Edward Śliwiński; kierował placówką w okresie istotnych zmian. Przede wszystkim w roku szkolnym 1960/1961 oddano do użytku salę gimnastyczną. Było to szczególne wydarzenie, tym bardziej, że na uroczystości otwarcia tego obiektu obecni byli przyszli patroni szkoły: pisarka Maria Zientara-Malewska oraz zasłużony dyrektor przedwojennego Gimnazjum Polskiego w Kwidzynie dr Władysław Gębik. W czerwcu 1964 r. szkoła obchodziła 20-lecie swego istnienia, otrzymała sztandar oraz imię Mikołaja Kopernika, a w roku szkolnym 1967/1968 Zasadnicza Szkoła Handlowa stała się samodzielną placówką oświatową z siedzibą przy ul. Moniuszki 10. Dyrektor Edward Śliwiński zmarł w listopadzie 1968 r.
1950-1951 – Franciszek Wziątek; w czasie gdy pełnił funkcję dyrektora, szkoła zmieniła nazwę na Technikum Handlowe.
1951-1952 – Henryk Dąbrowski; stał na czele szkoły, gdy po raz kolejny zmieniono nazwę placówki na Technikum Handlowo-Gastronomiczne.
1952-1954 – Maksymilian Grzywna; sprawował funkcję dyrektora w czasie tworzenia Wydziału Zaocznego Technikum Handlowego, przekształconego z istniejącego od 1950 r. Wydziału Zaocznego nr 105 Państwowego Technikum Korespondencyjnego w Warszawie.
1954-1958 i 1969-1971 – Zbigniew Męczyński; piastował stanowisko, gdy nastąpiło przekształcenie kierunku piekarsko-cukierniczego w samodzielną jednostkę zwaną Technikum Gastronomicznym.
1968-1969 i 1971-1972 – Aleksander Żuromski; w roku szkolnym 1963/1964 sprawował funkcję wicedyrektora szkoły po zmarłym Ignacym Rowickim.
1967-1997 – Jan Kochanowicz; rozpoczął pracę w roku szkolnym 1957/1958, wraz z objęciem stanowiska dyrektora przystąpił do reorganizacji i rozbudowy placówki. Stał na czele szkoły w kluczowych momentach jej historii: w 1977 r. oddano do użytku halę gimnastyczną, przez wiele lat największy obiekt tego rodzaju w Olsztynie, w tym czasie szkoła ostatecznie przyjęła nazwę obowiązującą do dziś, czyli Zespół Szkół Ekonomiczno-Handlowych, w 1985 r. otwarto nowy budynek w miejsce dotychczasowego baraku, a szkoła otrzymała imię Polaków spod Znaku Rodła oraz sztandar. Zrodziła się tradycja „Otrzęsin Beanów” wzorowana na przedwojennym Gimnazjum Polskim w Kwidzynie, skąd wywodziło się wielu patronów ZSE-H. W czerwcu 1997 r. dyrektor Jan Kochanowicz po 30 latach kierowania szkołą odszedł na emeryturę. W 2015 r. został uhonorowany zaszczytnym tytułem Honorowego Obywatela Miasta Olsztyna. Zmarł 24 maja 2020 r. w wieku 92 lat.
1997 – 2012 – Krzysztof Iwulski; nauczyciel matematyki, pod jego kierownictwem szkoła systematycznie się rozwijała, zwiększyły się jej możliwości i prestiż: nawiązano wieloletnią współpracę z niemiecką Kollegschule Castrop-Rauxel w Recklinghausen. W ramach tego partnerstwa odbywała się wymiana młodzieży. W roku 2002 szkoła nawiązała współpracę z Centrum Edukacji Obywatelskiej i dwukrotnie uzyskaliśmy tytuł „Szkoły Uczącej Się”. W roku 2010/2011 zrealizowano pierwszy projekt ze środków Europejskiego Funduszu Społecznego „Zdam maturę, tylko mi pomóż”. Dyrektor Krzysztof Iwulski zmarł 11 lutego 2024 r.
2012-2019 – Wiesława Topolnicka-Krępuła; wieloletnia nauczycielka historii i wiedzy o społeczeństwie, doradczyni metodyczna w olsztyńskim Ośrodku Doskonalenia Nauczycieli, od 2018 r. członkini Rady Dyrektorów Szkół Zawodowych. W czasie piastowania przez nią funkcji dyrektora szkoła rozwijała się edukacyjnie i organizacyjnie: w 2015 r. w rankingu techników tygodnika „Perspektywy” Zespół Szkół Ekonomiczno-Handlowych uplasował się na 3. miejscu w Polsce, osiągając wynik 100% zdawalności na egzaminie zawodowym w zawodzie technik logistyk, zrealizowano cztery kolejne projekty z wykorzystaniem środków z Europejskiego Funduszu Społecznego, modernizując bazę dydaktyczną i wyposażenie pracowni szkolnych, wprowadzono w szkole dziennik elektroniczny. W grudniu 2015 r. powołano Stowarzyszenie Przyjaciół ZSEH.
2019 - obecnie – Małgorzata Pańczyk; absolwentka Wydziału Ekonomicznego Uniwersytetu Gdańskiego, wieloletnia nauczycielka przedmiotów zawodowych i autorka licznych podręczników do nauki w zawodzie technik reklamy. Do szczególnych osiągnięć szkoły w czasie jej kadencji należy: realizacja pięciu projektów ze środków Europejskiego Funduszu Społecznego, uruchomienie unijnego programu Erasmus+, umożliwiającego praktyki zawodowe w Anglii i Hiszpanii (od 2017 r.), objęcie każdego zawodu innowacją pedagogiczną we współpracy z ośrodkami akademickimi oraz firmami Thale i Fiege, poszerzenie oferty kształcenia o nowy zawód – technik fotografii i multimediów (2025 r.), przygotowanie budynku szkoły do termomodernizacji w ramach Krajowego Planu Odbudowy. Niewątpliwym osiągnięciem jest zajęcie przez szkołę 1. miejsca w rankingu olsztyńskich techników według portalu WaszaEdukacja.pl. w roku 2025.
```
Absolwenci
```

Andrzej Matracki – mistrz świata we fryzjerstwie, trener reprezentacji Polski we fryzjerstwie oraz sędzia na konkursach międzynarodowych.
Paweł Matracki – członek Narodowej Kadry Fryzjerstwa Polskiego, zdobywca srebrnych oraz złotych medali w międzynarodowych konkursach fryzjerskich w Chicago, Paryżu, Mediolanie i Wiedniu.
Marcin Galibarczyk – radny Rady Miasta Olsztyna w kadencji 2024-2029.
Adam Przybysz – Prezes Warmińsko-Mazurskiej Izby Rzemiosła i Przedsiębiorczości w Olsztynie.
Justyna Żukowska-Gołębiewska - koordynatorka programu profilaktycznego w projekcie MŁODE GŁOWY, psycholożka, psychotraumatolożka.
Bibliografia
Księga Jubileuszowa ZSEH na stronie https://zseh.olsztyn.eu/izba-pamieci/ksiega-jubileuszowa